# Maserati Kyalami
Maserati Kyalami (укр. Мазераті Кьяламі) - легковий автомобіль класу Гран Турізмо, що випускався італійською компанією Maserati з 1976 по 1983 рік. Це була трохи змінена модель De Tomaso Longchamp з двигуном Maserati. Всього було виготовлено 200 автомобілів.

## Опис

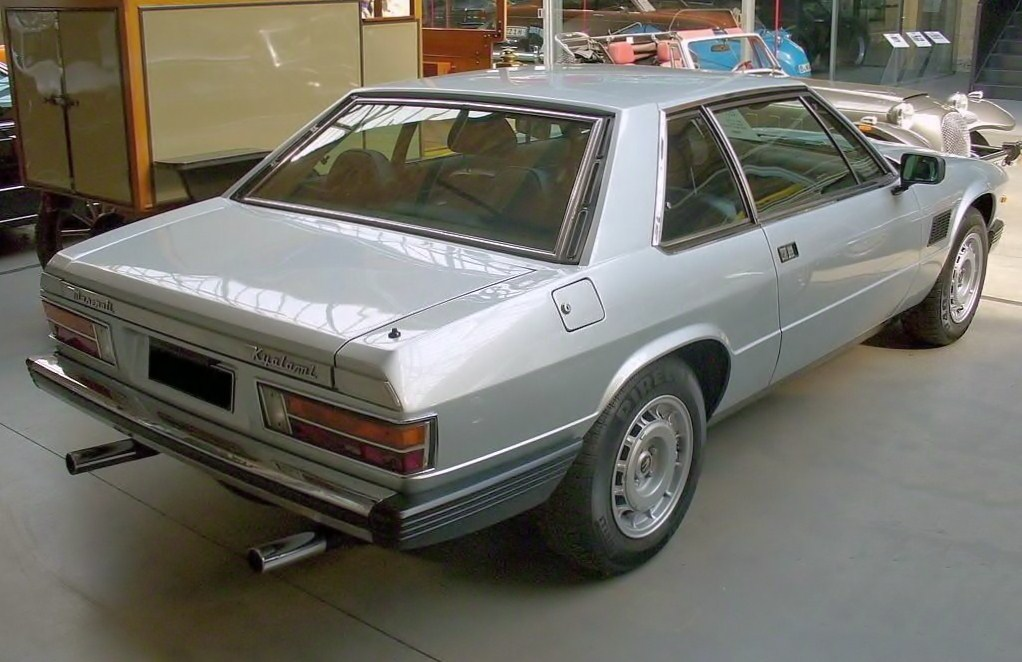

Представлена на Женевському автосалоні 1976 року, модель Kyalami була черговим автомобілем, що потрапили на грань епох в історії компанії. Це була остання модель з прославленим восьмициліндровим двигуном і перший автомобіль створений під безпосереднім керівництвом Алехандро Де Томазо (англ. Alejandro de Tomaso).
Свою назву автомобіль отримав по імені Південно-Африканського гоночного треку, на якому болід Cooper з двигуном Maserati здобув перемогу в першій на цьому кільці гонці Формули 1.
Автомобіль базувався на власній моделі Де Томазо Longchamp, у якій двигун Ford був замінений на знаменитий V-подібний восьмициліндровий мотор Maserati, спочатку 4,2-літровий, а починаючи з 1978 року - робочим об'ємом 4,9 літра. Оригінальний дизайн кузова від Тома Тьяарди (англ. Tom Tjaarda) був елегантно переосмислений П'єтро Фруа (англ. Pietro Frua). У моделі була незалежна пружинна підвіска на двох поперечних важелях по колу і дискові гальма на всіх колесах.